# Gedeb (Gedeo)
Pour les articles homonymes, voir Gedeb.
Gedeb est une ville et un woreda du sud de l'Éthiopie située dans la zone Gedeo. Cette ville a 8 931 habitants en 2007. Elle fait partie de la région des nations, nationalités et peuples du Sud jusqu'au transfert de la zone dans la région Éthiopie du Sud en août 2023.
Gedeb se trouve sur la route transafricaine 4 environ 75 km au sud de Dila.
Elle est recensée en 2007 en tant que chef-lieu du woreda Gedeb. Elle compte alors 8 931 habitants ce qui en fait la troisième agglomération de la zone Gedeo après Dila et Irgachefe.
Ayant obtenu le statut de woreda, elle forme désormais un district urbain de 18 km2 de superficie enclavé dans le woreda homonyme et bordé à l'ouest par le woreda Gelana de la région Oromia.